# Andreas Demmer
Andreas Demmer (né le 9 août 1914 à Amberg, date de décès inconnue) est un directeur de la photographie allemand.

## Biographie
Andreas Demmer reçoit la formation de directeur de la photographie à l'UFA. Après la Seconde Guerre mondiale, il se rend en Suisse, où il travaille d'abord pour August Kern (de) puis pour Heinrich Fueter (de) dans le domaine des films de commande et documentaires.
Le producteur Erwin C. Dietrich l'embauche pour certains de ses films.

## Filmographie
- 1962 : Seelische Grausamkeit
- 1964 : Schellen-Ursli (de)
- 1966 : Der Würger vom Tower (de)
- 1966 : Schwarzer Markt der Liebe (de)
- 1968 : … und noch nicht sechzehn
- 1968 : Hinterhöfe der Liebe
- 1968 : Les Feux de la honte
- 1968 : Die 6 Kummer-Buben (de)
- 1969 : Nackter Norden
- 1969 : Les Aventures amoureuses de Robin des Bois
- 1970 : Porno Baby
- 1971 : Les Exploits amoureux des trois mousquetaires
- 1971 : Les Hôtesses du sexe
- 1974 : Was geschah wirklich mit Miss Jonas?
- 1974 : Mädchen, die sich hocharbeiten
- 1975 : Rolls-Royce Baby (en)
- 1977 : Le Cri d'amour de la déesse blonde
- 1979 : Six Suédoises au collège